# Bruno Nazário
Bruno dos Santos Nazário, mais conhecido como Bruno Nazário (Cafelândia, 9 de fevereiro de 1995), é um futebolista brasileiro que atua como meio-campista. Atualmente está no Henan FC.

## Carreira
Nascido na cidade de  Cafelândia, Paraná, Nazário começou na base do Figueirense em 2010, depois de iniciar no clube da cidade vizinha que era o Cascavel CR. No dia 3 de novembro de 2012 estreou pelo profissional no Figueirense contra a equipe do Flamengo após substituir Raphael Botti, numa derrota por 1 a 0.
Nazário apareceu em quatro partidas pelo Figueirense durante o ano que sua equipe foi rebaixada para a segunda divisão. Seu primeiro gol foi no dia 24 de março de 2013, contra o Metropolitano pelo Campeonato Catarinense, numa vitória por 4 a 1 em casa.
Em maio de 2013 deixou o clube do Figueirense após seus direitos federativos foi negociados por um grupo de investidores. Após ser comprado pelo Tombense foi emprestado ao América Mineiro.
Em agosto de 2013 o Hoffenheim, clube alemão, comprou o jogador por um contrato de quatro temporadas, com uma taxa de rumores de 1 milhão de euros. Sua estreia pelo clube foi no dia 3 de maio de 2014, substituindo Tobias Strobl numa derrota por 3 a 2 do Borussia Dortmund.
No dia 28 de agosto de 2014, depois de ser pouco utilizado pelo Hoffenheim (apenas duas partidas oficiais), foi emprestado por uma temporada para o clube polonês Lechia Gdańsk. Na Polônia o meio-campista conseguiu uma boa sequência de 38 jogos oficiais, com 8 assistências e 1 gol até ser emprestado ao Cruzeiro e retornar ao futebol brasileiro.

### Cruzeiro
Bruno Nazário desembarcou no Aeroporto de Confins em Belo Horizonte (MG) para fazer exames médicos e assinar um contrato de 18 meses por empréstimo com o Cruzeiro, em seu desembarque o jogador concedeu uma entrevista exclusiva a Rádio Itatiaia e agradeceu o empenho do vice-presidente de futebol da Raposa, Bruno Vicintin nas negociações junto ao Hoffenheim: "Achamos que o Cruzeiro era a melhor opção. Só tenho a agradecer ao Bruno (Vicintin) pelo apoio, por acreditar no meu trabalho e me dar essa chance de jogar no Cruzeiro."

### Guarani
Acertou com o Guarani no final de 2017, após passagem apagada no Cruzeiro. Conseguiu boa sequência durante a Série B daquele ano e liderou o time no ano seguinte, na disputa da Série A2 de 2018, conseguindo ao final o acesso à Série A1 do Campeonato Paulista e de tabela sendo eleito o craque da competição. Em julho, foi emprestado novamente, dessa vez ao Athletico Paranaense.

### Athletico Paranaense
No Furacão teve seu desempenho atrapalhado por diversas lesões no joelho direito . No entanto, conquistou três títulos, fazendo parte do grupo que conquistou a Copa Sul-Americana em 2018 e as Copas do Brasil e Suruga Bank em 2019.

### Botafogo
Em janeiro de 2020 acertou com o Botafogo para a temporada. Marcou seu primeiro gol na estreia pelo time, na vitória por 3-1 em cima do Macaé e o segundo gol no jogo seguinte contra o Resende.
No dia 10 de março, o jogador em negociação com o América Mineiro, foi pedido para não atuar na Copa do Brasil pelo Botafogo, e teve seu contrato rescindido com o clube alvinegro.

### Vasco da Gama
Em janeiro de 2022 assinou sem custos com o Vasco da Gama.[carece de fontes?]

## Títulos
Athletico Paranaense[carece de fontes?]
- Copa Sul-Americana: 2018
- Copa do Brasil: 2019
- Copa Suruga Bank: 2019

Guarani[carece de fontes?]
- Campeonato Paulista - Série A2: 2018